# أندرو ميلر (لاعب كريكت بريطاني)
أندرو ميلر (27 سبتمبر 1987 في المملكة المتحدة - ) (بالإنجليزية: Andrew Miller)‏ هو لاعب كريكت بريطاني. لعب مع نادي وارويكشاير للكريكيت ‏ ونادي مقاطعة ساسكس للكركيت ‏.

## وصلات خارجية
- أندرو ميلر على موقع إي آس بي آن كريك إنفو (الإنجليزية)